# Miskolci Városi Könyvtár

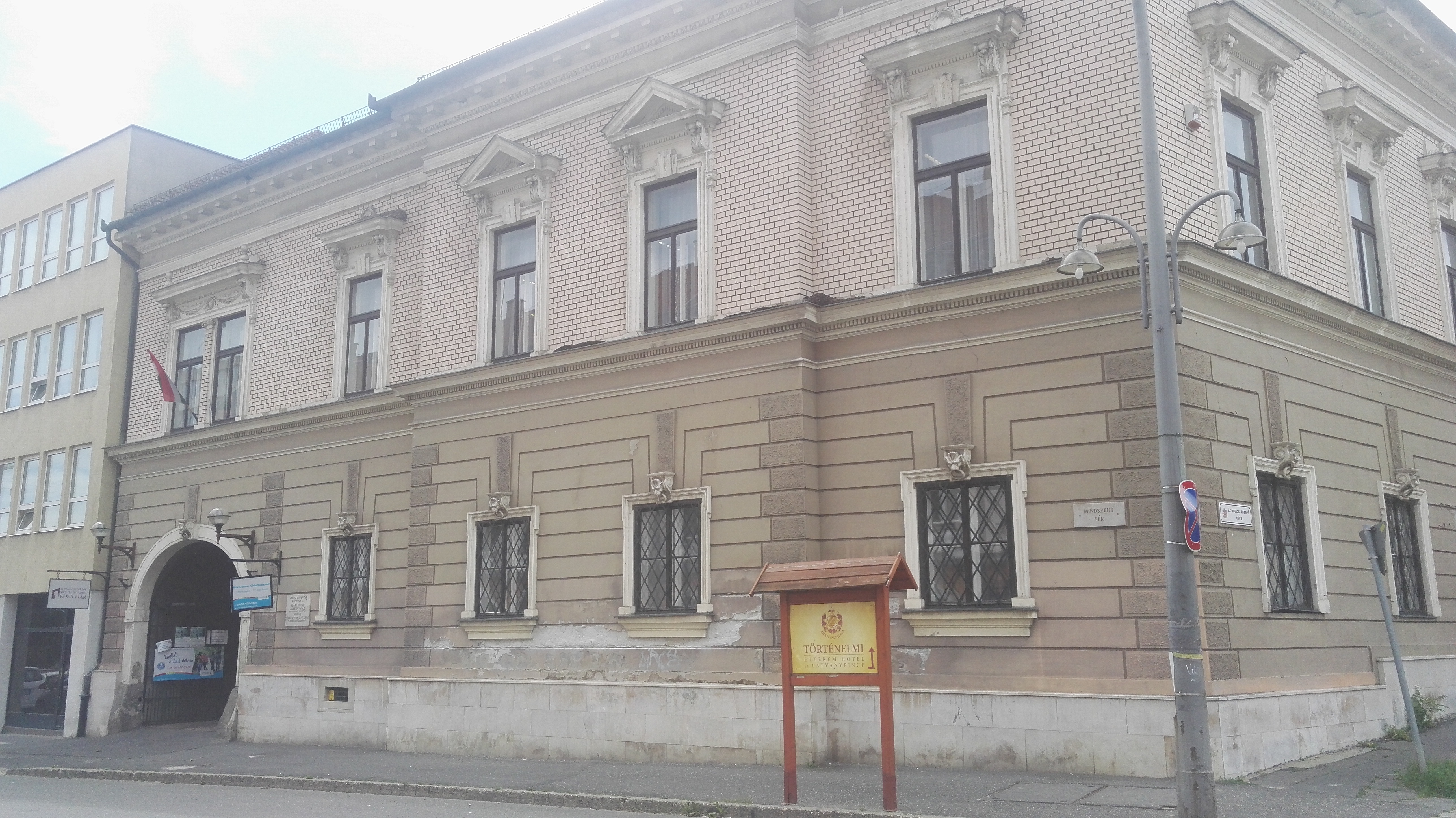
A könyvtár Mindszent téri épülete

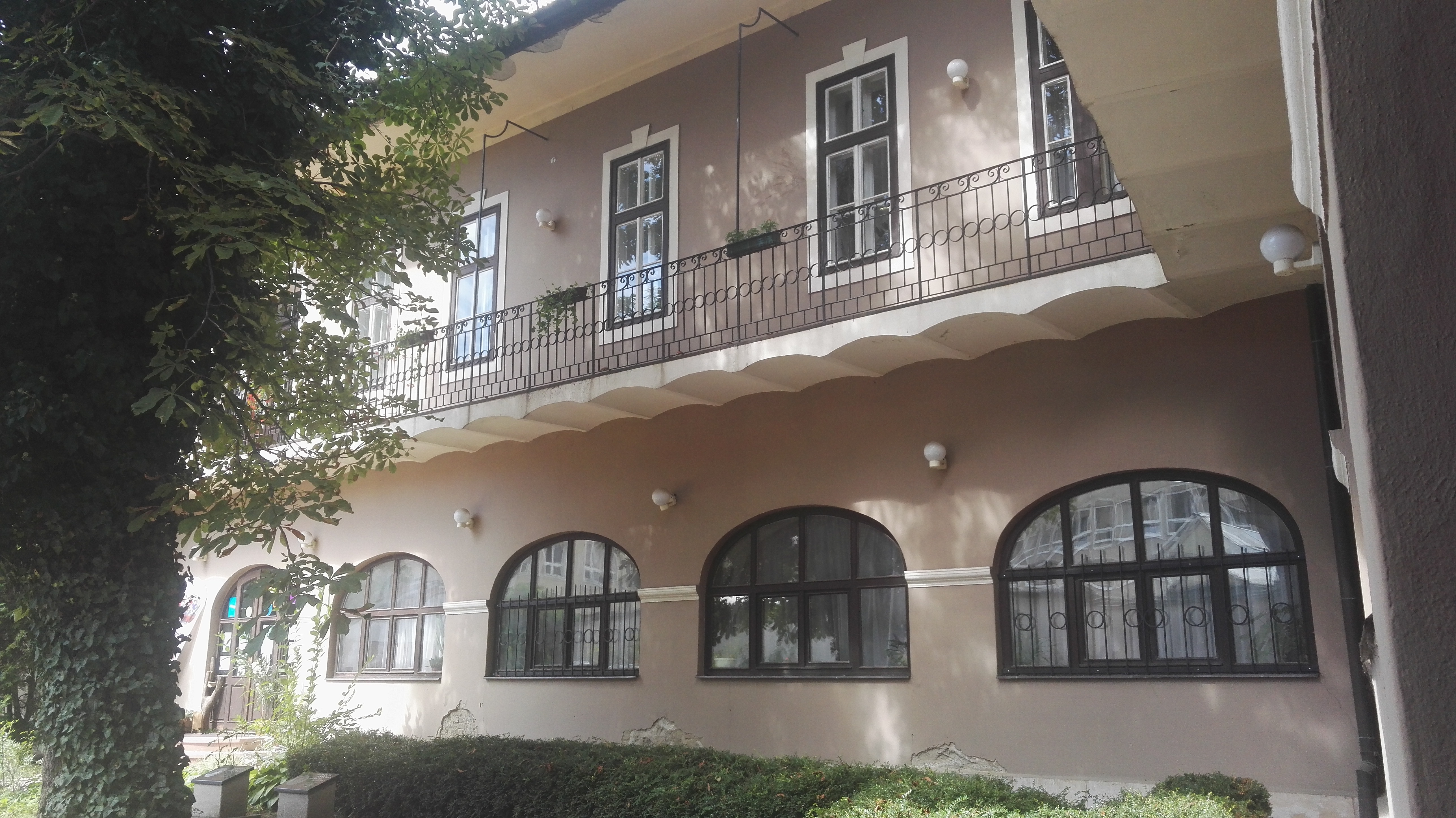
A Mindszent téri épület belső udvara

A Miskolci Városi Könyvtár Miskolc városi könyvtára volt a II. Rákóczi Ferenc Megyei Könyvtárral való egybeolvadásáig. Székhelye a Mindszent téren van.
A könyvtárat 1960. január 1-jével hozta létre a városi tanács. A Lévay József Muzeális Könyvtár és a Szabó Lőrinc Idegennyelvi Könyvtár 1994-től működik a Mindszent tér 2. szám alatt található műemlék jellegű épületben. 2010. május 11-én a város képviselő-testülete nívódíjat adományozott az intézménynek. 2010. július 1-jével neve Miskolci Városi Könyvtár és Információs Központra módosult. 2012. április 1-jén a közgyűjtemény gazdasági társasággá változott, neve: Miskolci Városi Könyvtár és Információs Központ Nonprofit Kft. lett, és 2012. december 31-ig működött ebben a formában. 2013. január 1-jétől a II. Rákóczi Ferenc Megyei Könyvtár és a Miskolci Városi Könyvtár és Információs Központ Nonprofit Kft. egy intézményként, II. Rákóczi Ferenc Megyei és Városi Könyvtár néven működik tovább, a város fenntartásában.

## Fiókkönyvtárai
- Szabó Lőrinc Könyvtár (Belváros, Mindszent tér 2.) - az 1700-as években épült barokk Doleschall-kúria épületében.
- Lévay József Muzeális Könyvtár (Belváros)
- Móra Ferenc Könyvtár (Avas)
- Kaffka Margit Könyvtár (Csabai kapu)
- József Attila Könyvtár (Szentpéteri kapu)
- Petőfi Sándor Könyvtár (Diósgyőr)
- Tompa Mihály Könyvtár (Martinkertváros)